# Liste des bourgmestres de Charleroi
Ceci est la liste des baillis, maires et bourgmestres de Charleroi.

## Baillis-maïeurs[1]
- 1704 - 1738 : Guillaume Nicolas de Moreau (1669-1738)
- 1740 - 1761 : Jean-Jacques Desandrouin (1681-1761)
- 1762 - 1783 : Jean-Marie Stanislas Desandrouin (1738-1821)
- 1783 - 1787 : Simon Louis Lambert Puissant
- 1787 - 1790 : Jean Philippe Gravez
- 1790 : François Joseph Gautot

## Pendant le régime français (maires)
Liste de 1793 à 1814
- 1793-1794 (an II) : Floris-Joseph Bonet
- 1794-1795 (an III) : Jean-Thomas-Louis Quevreux (nl)[2]
- 1795-1796 (an IV) : Nicolas-Joseph Habart
- 1796-1797 (an V) : François Joseph Gautot
- 1797-1799 (an VI) : Nicolas-Joseph Habart
- 1799-1800 (an VII) : Jean Pascal Dandoy
- 30 mai 1800 (10 prairial an VIII) - 4 septembre 1813 : Barthélémy Thomas
- 6 février 1814 - septembre 1814 : Georges Gautier-Puissant

## Lors du royaume uni des Pays-Bas
Liste de 1814 à 1830
- Septembre 1814 - février 1824 : Théodore Prunieau[3]
- Février 1824 - octobre 1830 : Ferdinand Puissant

## De 1830 à 1977
Liste depuis l'indépendance de la Belgique en 1830 jusqu'à la fusion des communes
- 20 octobre 1830 - 4 mars 1834 : Paul-François Huart-Chapel (Parti libéral)[4]
- 29 juillet 1834 - 15 mars 1851 : Gustave Nalinne (Parti libéral)[5]
- 22 octobre 1851 - 25 avril 1873 : Charles Lebeau (Parti libéral)[6]
- 21 juin 1873 - 20 juillet 1874 : Jules Isaac (Parti libéral)[7]
- 20 juillet 1874 - 9 mars 1879 : Charles Dupret (Parti libéral)[b]
- 9 mars 1879 - 31 décembre 1903 : Jules Audent (Parti libéral)[8]
- 27 février 1904 - 24 janvier 1921 : Émile Devreux (Parti libéral)[9]
- 22 juillet 1921 - 7 février 1925 : Émile Buisset (Parti libéral)[10]
- 13 mars 1925 - 18 juin 1952 : Joseph Tirou (Parti libéral)[11],[c]
  - 17 mai 1940 - 1941 : Adolphe Boland (POB)[d]
  - du 28 mai 1941 (de Charleroi) au 28 août 1942 où il deviendra bourgmestre du Grand Charleroi jusqu'au 19 novembre 1942 : Prosper Teughels (Rex)[e]
  - 6 janvier 1943 - 17 août 1944 :  Oswald Englebin, bourgmestre du Grand Charleroi (Rex)[f]
- 10 février 1953 - 17 avril 1966 : Octave Pinkers (PLP)[12]
- 27 mai 1966 - 31 décembre 1976 : Claude Hubaux (PLP)[13]

## De 1977 à nos jours
Liste depuis la fusion des communes.
- 1977 - 1982 : Lucien Harmegnies (PS)[14]
- 1983 - 2000 : Jean-Claude Van Cauwenberghe (PS)[15]
- 2000 - 21 octobre 2006 : Jacques Van Gompel, bourgmestre faisant fonction (1994-2000) puis bourgmestre (PS)[16]
- 4 décembre 2006 - 9 juillet 2007 : Léon Casaert (PS)[17]
- 9 juillet 2007 - 16 février 2012 : Jean-Jacques Viseur (cdH)[18].
- 16 février 2012 - 3 décembre 2012 : Éric Massin (PS)[19].
- 3 décembre 2012 - 2 décembre 2024 : Paul Magnette (PS)[20].
- 2 décembre 2024 : Thomas Dermine (PS)[21].